# 聖者傳圖 1
《聖者傳圖》是一幅元末明初時期中國南方沿海地區所繪製的摩尼教絹本彩畫，現為日本私人收藏。因與另一幅摩尼教絹畫《聖者傳圖 2》同名，故此命名為《聖者傳圖 1》以作區分。全圖可大致分為五個場景，描繪一名摩尼教選民的傳教歷程。根據匈牙利亞洲宗教藝術史學家古樂慈的研究，這位選民很可能就是摩尼教的創立者摩尼本人。這幅畫原是一幅大型摩尼教絹畫的一部份，繪製手法和藝術風格類似於《聖者傳圖 2》、《摩尼的父母》、《摩尼誕生圖》以及《摩尼教宇宙圖》。

## 描述

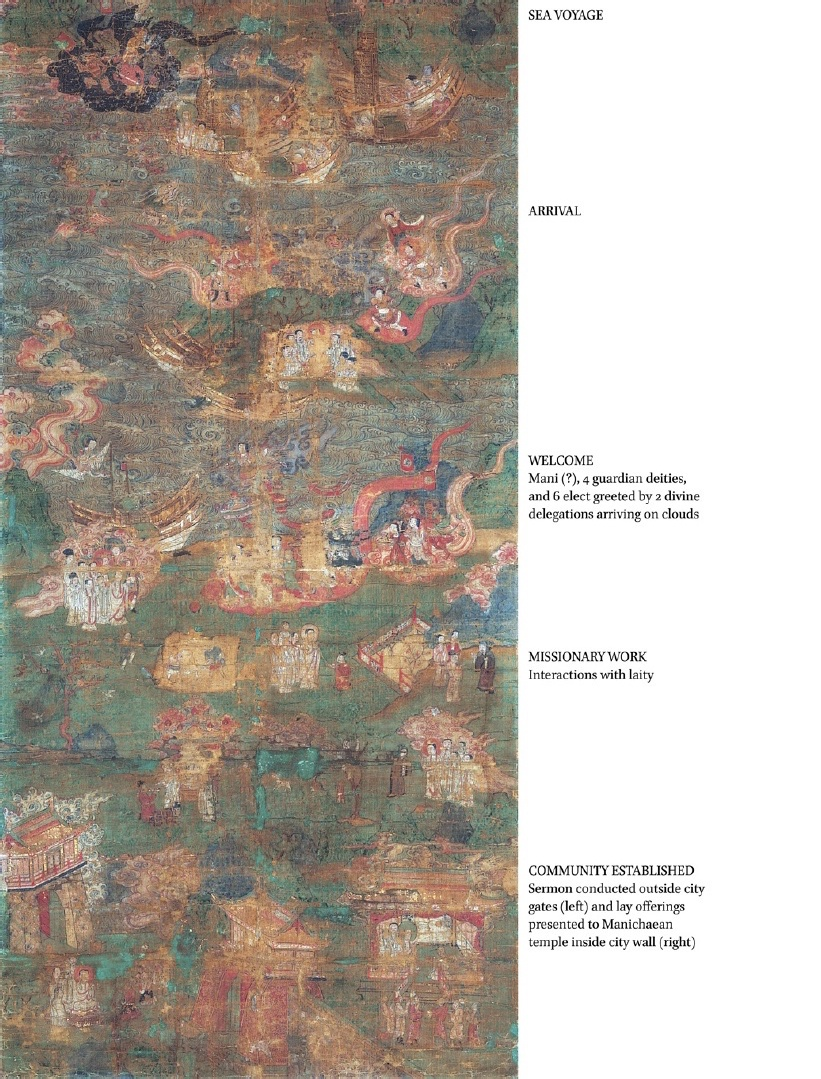
古樂慈設計的英文解析圖

同另外兩幅摩尼教作品—《冥王聖幀》和《聖者傳圖 2》—一樣，該圖也描繪了數個場景，但不同於前者的層次分明和後者的拼貼畫手法，這幅畫中各個場景之間的區分和界線並不明顯，且畫面有破損，部份細節難以判定，不過可大致區分為五個場景。頂端位置的第一個場景描繪了五條船隻航行在大海上，其上載着摩尼和他的追隨者（信徒）。摩尼站立在左邊船隻的船頭上，穿着摩尼教特有的紅邊白袍，腦後有綠色頭光。靠近摩尼左下方的海水裡畫着一隻海怪，左上方半空中有五隻惡魔站立在一朶暗色雲霧上，手持武器和軍用旗幟。整體看來這個場景應該描繪的是摩尼所引領的傳教團戰勝了惡魔的阻撓，疾行的船隻將五隻惡魔推擠到一側，繼續駛向前方。
在第二個場景中可見五條船隻中的兩條停泊在岸邊；岸上，一名坐在蓮臺上、腦後有紅色頭光的高級選民正在向圍繞在他身邊的七名普通選民佈道，說明傳教團已經抵達目的地。第三個場景仍可見兩隻拋錨靠岸的船，岸上正在擧行迎接儀式。左邊可見摩尼引領着七名選民和四名腦後有頭光的士兵，右邊是迎接他們的一衆神靈，駕乘兩朶五彩雲霧從天而降。
第四個場景被分成四個更小的場面，描述選民和平信徒之間的互動，也就是傳教的工作。第五個場景可分成左右兩個部份，以城牆隔開。左邊描述一場佈道會，擧行地點應是在郊外的自然環境中；右邊則是城中的一所摩尼教寺院，平信徒聚集在寺門前奉獻供品。最後這個場景可看作是對整幅畫的總結，表現了傳教的成功和最終摩尼教會的建立。因此，《聖者傳圖 2》所描繪的自然就是這幅畫的後續事件。

## 補說

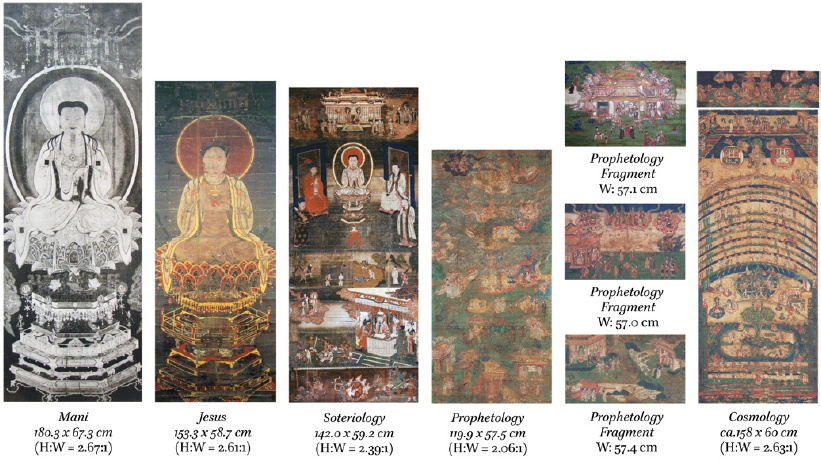
八幅絹畫圖集

目前已知的中國摩尼教絹畫掛軸包括《聖者傳圖 1》在內共八幅，可分為四大類：
單體神像兩幅（描繪摩尼和耶穌）
- 摩尼像
- 夷數佛幀

描繪救贖論（Soteriology）的畫軸一幅
- 冥王聖幀

描繪先知論（Prophetology）的畫軸四幅
- 摩尼的父母
- 摩尼誕生圖
- 聖者傳圖 1
- 聖者傳圖 2

描繪宇宙論（Cosmology）的畫軸一幅
- 摩尼教宇宙圖